# 羅克布里奇 (伊利諾伊州)
羅克布里奇（英語：Rockbridge）是位於美國伊利諾伊州格林縣的一個村落。

## 地理
羅克布里奇的座標為39°16′20″N 90°12′13″W / 39.27222°N 90.20361°W，而該地最高點為海拔高度165米（即541英尺）。

## 人口
根據2010年美國人口普查的數據，羅克布里奇的面積為1.91平方千米，當中陸地面積為1.91平方千米，而水域面積為0.00平方千米。當地共有人口169人，而人口密度為每平方千米88人。